# Luís de Mello Marques
Luís de Mello Marques (São Paulo, 6 de dezembro de 1869 - ????) foi um oficial da Marinha do Brasil que alcançou a patente de Segundo-Tenente e, depois, engenheiro geógrafo. É reconhecido como um dos precursores do desenvolvimento de submarinos no Brasil.

## Biografia
Luís de Mello Marques nasceu em 6 de dezembro de 1869 na cidade de São Paulo, filho de Joaquim Cândido de Azevedo Marques e Rita de Mello de Azevedo Marques. Em 25 de fevereiro de 1885, era aspirante a Guarda-Marinha, atingindo esse posto em 31 de outubro de 1888 e a patente de Segundo-Tenente em 1 de novembro de 1895. Serviu na Marinha do Brasil até 12 de janeiro de 1892. Posteriormente, formou-se engenheiro geógrafo pela Escola Politécnica do Rio de Janeiro. Na virada do século, foi eleito vereador e depois prefeito da cidade de Nuporanga, estado de São Paulo.
Luís notabilizou-se por suas pesquisas com modelos reduzidos de submarinos. Em 27 de setembro de 1901, apresentou um modelo de submarino baseado na classe Holland do Reino Unido. A apresentação foi realizada no tanque de natação da Escola Naval que contou com a presença do então Presidente da República Campos Sales. Na mostra, o submarino realizou imersão e emersão no plano vertical, compensação automática de estabilidade longitudinal, além de outras manobras. Assim como outros protótipos desenvolvidos por brasileiros, esse submarino também não foi construído. Apesar disso, Mello Marques é lembrado como um dos precursores do desenvolvimento de submarinos no país.